# Natunaöarna

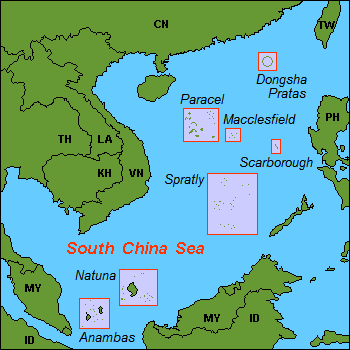
Karta över Sydkinesiska havet.

Natunaöarna (indonesiska Kabupaten Natuna eller Kepulauan Natuna) är en stor grupp atoller i Sydkinesiska havet som tillhör Indonesien och ligger mellan västra och östra Malaysia och ön Borneo. Befolkningen uppgår till cirka 100 000 invånare och huvudorten heter Ranai. Havet kring öarna är mycket rikt på fisk och har stora naturgasfyndigheter.

## Geografi
Öarna omfattar cirka 272 korallatoller och ligger i provinsen Kepulauan Riau i norra Indonesien. De har en area av cirka 3 420 km². Den en högsta höjden finns på ön Natuna och ligger på cirka 959 meter över havet. Öarna är uppdelade i två grupper.

### Huvudöarna i den norra gruppen
- Natuna
- Södra Natuna
- Tambelan

### Huvudöarna i den södra gruppen
- Panjang
- Serasan
- Subi

## Historia
År 1941 ockuperades öarna av Japan. Kina har länge gjort anspråk på öarna.
Den 1 juli 2004 införlivades öarna tillsammans med Anambasöarna i den nybildade Riau-provinsen.